# Майкл Боксолл
Майкл Джозеф Боксолл (англ. Michael Joseph Boxall, нар. 18 серпня 1988, Окленд, Нова Зеландія) — новозеландський футболіст, захисник клубу «Суперспорт Юнайтед» та національної збірної Нової Зеландії.

## Клубна кар'єра
У дорослому футболі дебютував 2006 року виступами за команду клубу «Окленд Сіті», в якій провів один сезон, взявши участь у шести матчах чемпіонату.
Своєю грою за цю команду привернув увагу представників тренерського штабу клубу «Ванкувер Вайткепс», до складу якого приєднався 2011 року. Відіграв за команду з Ванкувера наступний сезон своєї ігрової кар'єри.
2013 року уклав контракт з клубом «Веллінгтон Фенікс», у складі якого провів наступні два роки своєї кар'єри гравця.
У сезоні 2013 на правах оренди виступав у клубі «Оклі Кеннонс».
До складу клубу «Суперспорт Юнайтед» приєднався 2015 року.

## Виступи за збірну
2011 року дебютував в офіційних матчах у складі національної збірної Нової Зеландії. Наразі провів у формі головної команди країни 21 матч.
У складі збірної був учасником кубка націй ОФК 2016 року у Папуа Новій Гвінеї, здобувши того року титул переможця турніру, розіграшу Кубка конфедерацій 2017 року у Росії.

## Особисте життя
Майкл Боксолл є старшим братом іншого новозеландського футболіста Нікко Боксолла.

## Титули і досягнення
- Переможець Молодіжного чемпіонату ОФК: 2007
- Володар Кубка націй ОФК: 2016
- Бронзовий призер Кубка націй ОФК: 2012